# Plesiothoa
Plesiothoa is een geslacht van mosdiertjes uit de  familie van de Hippothoidae. De wetenschappelijke naam ervan is in 1979 voor het eerst geldig gepubliceerd door Gordon & Hastings.

## Soorten
- Plesiothoa australis Moyano & Gordon, 1980
- Plesiothoa bucarina Tilbrook, Hayward & Gordon, 2001
- Plesiothoa calculosa Hayward, 1993
- Plesiothoa coquimbana Moyano & Gordon, 1980
- Plesiothoa densa Gordon, 2020
- Plesiothoa dorbignyana (Viviani, 1977)
- Plesiothoa gerroa Gordon, 2020
- Plesiothoa gigerium (Ryland & Gordon, 1977)
- Plesiothoa trigemma (Ryland & Gordon, 1977)